# 中华勤学故事
《中华勤学故事》是中国中央电视台青少中心动画部制作的一部亲子益智电视系列动画片。每集8分30秒左右，选取了中国古代历史中名人勤奋学习的趣闻逸事，如华佗学医、诸葛亮喂鸡、鲁班学艺、李白铁杵磨成针、王羲之吃墨等，以鼓励孩子们刻苦学习。

## 分集
播出时顺序并不一致
- 01 司马光警枕励志
- 02 沈括上山看桃花
- 03 厉归真学画虎
- 04 岳飞学艺
- 05 少年包拯学断案
- 06 陈平忍辱苦读书
- 07 匡衡凿壁偷光
- 08 李白铁杵磨成针
- 09 皇甫谧浪子回头
- 10 唐伯虎潜心学画
- 11 王羲之吃墨
- 12 陶弘景菜园求学
- 13 陆羽弃佛从文
- 14 宋濂冒雪访师
- 15 万斯同闭门苦度
- 16 杜甫自幼学写诗
- 17 顾炎武读破万卷书
- 18 李清照少女填词
- 19 刘思勰佛殿借读
- 20 陆游书巢勤学
- 21 孟轲改过勤学
- 22 蒲松龄草亭路问
- 23 屈原洞中苦读
- 24 苏东坡应试
- 25 吴敬梓朝傲儒生
- 26 徐霞客志在天下
- 27 玄奘苦学佛法
- 28 朱元璋放牛读书
- 29 范仲淹断蕺划粥
- 30 李晟练成神箭手
- 31 王十朋苦学书法
- 32 鲁班学艺
- 33 林则徐对联立志
- 34 文天祥少年正气
- 35 徐光启种棉花
- 36 阎若璩口吃成大器
- 37 欧阳修借阅典籍
- 38 纪晓岚知错改过
- 39 白居易诗进长安
- 40 宋应星买书
- 41 车胤囊萤照读
- 42 陈洪绶白壁作画
- 43 顾恺之临宾学画
- 44 华佗拜师学艺
- 45 贾逵隔篱偷学
- 46 孔丘学琴
- 47 王献之依缸习字
- 48 张三丰创太极
- 49 诸葛亮喂鸡
- 50 叶天士拜师谦学
- 51 柳公权戒骄成名
- 52 杨露禅陈家沟学艺